# Бигфорк (тауншип)
Бигфорк (англ. Bigfork) — тауншип в округе Айтаска, Миннесота, США. На 2010 год его население составило 321 человек. Название произошло от реки Биг-Форк, притока Рейни-Ривер.

## География
По данным Бюро переписи населения США площадь тауншипа составляет 128,5 км², из которых 127,5 км² занимает суша, а 1,0 км² — вода (0,81 %). Тауншип полностью окружает территорию города Бигфорк.
Через тауншип проходит  дорога 38 штата Миннесота.

## Население
В 2010 году на территории тауншипа проживало 321 человек (из них 50,8 % мужчин и 49,2 % женщин), насчитывалось 132 домашних хозяйства и 94 семьи. На территории города было расположено 208 построек со средней плотностью 1,6 построек на один квадратный километр суши. Расовый состав: белые — 98,4 %, афроамериканцы — 0,3 %, коренные американцы — 0,6 %.
Население города по возрастному диапазону по данным переписи 2010 года распределилось следующим образом: 24,9 % — жители младше 21 года, 51,7 % — от 21 до 65 лет и 23,4 % — в возрасте 65 лет и старше. Средний возраст населения — 57,9 лет. На каждые 100 женщин в Бигфорке приходилось 103,2 мужчин, при этом на 100 совершеннолетних женщин приходилось уже 98,4 мужчин сопоставимого возраста.
Из 132 домашних хозяйств 71,2 % представляли собой семьи: 62,9 % совместно проживающих супружеских пар (18,2 % с детьми младше 18 лет); 3,8 % — женщины, проживающие без мужей, 4,5 % — мужчины, проживающие без жён. 28,8 % не имели семьи. В среднем домашнее хозяйство ведут 2,43 человека, а средний размер семьи — 2,88 человека. В одиночестве проживали 25,0 % населения, 13,6 % составляли одинокие пожилые люди (старше 65 лет).
В 2014 году из 239 человек старше 16 лет имели работу 122. В 2014 году медианный доход на семью оценивался в 53 750 $, на домашнее хозяйство — в 53 750 $. Доход на душу населения — 21 488 $ в год.